# Alba Dalmau i Viure
Alba Dalmau i Viure   (Cardedeu, 1987) és una escriptora catalana. Va estudiar Comunicació Audiovisual i un màster de creació literària a la Universitat Pompeu Fabra.
L'any 2019 publicà El camí dels esbarzers, un aplec de 25 relats corals on recrea l'ambient conservador i decadent del poble estatunidenc i imaginari de Sandville, en què la universalitat de temes com l'amor incondicional, el dolor d'una pèrdua, la por a la diferència, les tensions familiars, el racisme o l'homofòbia es manifesta en un entorn d'aires carregats amb certa olor de resclosit.

## Obra publicada
- On només hi havia un far (2010, amb fotografies d'Ares Molins)
- Volenska (Pagès Editors, 2011, Premi Recull de Blanes en les categories de prosa)[3]
- Estrena (2015, amb fotografies d'Ares Molins)
- Bategant (Cossetània Edicions, 2015, XXIII Premi de Narrativa Vila de l’Ametlla de Mar)[4]
- Estàndards (Angle Editorial, 2017, XXVIII Premi Vila d'Ascó)[5][6]
- El camí dels esbarzers (Angle Editorial, 2019)[7]
- Capgirat (Bindi Books, 2020, amb il·lustracions de Cinta Vidal)[8]
- Amor i no (Angle Editorial, 2021)
- HO, HO, HO Una altra història de Nadal (2023)
- Si una família (Angle Editorial, 2025)[9]